# Фабріціо Дзамбрелла
Фабріціо Дзамбрелла (італ. Fabrizio Zambrella, нар. 1 березня 1986, Женева) — швейцарський футболіст, що грав на позиції півзахисника.
Виступав, зокрема, за «Брешію» та «Сьйон», а також молодіжну збірну Швейцарії.

## Клубна кар'єра
Народився 1 березня 1986 року в місті Женева. Вихованець футбольної школи клубу «Серветт». Дорослу футбольну кар'єру розпочав 2002 року в основній команді того ж клубу, в якій провів два сезони, взявши участь у 34 матчах чемпіонату.
Своєю грою за цю команду привернув увагу представників тренерського штабу італійського клубу «Брешія», до складу якого приєднався 2004 року. Його дебют у Серії А відбувся 6 січня 2005 року в матчі проти «Болоньї» (1:1) і загалом за сезон 2004/05 він провів 14 ігор чемпіонату, так жодного разу і не забивши, а його команда вилетіла до Серії Б. Там швейцарець відіграв за клуб з Брешії ще чотири сезони своєї ігрової кар'єри, але так і не зумів повернути його до еліти. Більшість часу, проведеного у складі «Брешії», був основним гравцем команди і загалом за 5 років провів за команду 127 ігор в усіх турнірах і забив 5 голів.
Дзамбрелла залишив «Брешію» після закінчення терміну контракту 30 червня 2009 року і тривалий час залишався без клубу, поки 20 жовтня «Сьйон» не підписав швейцарського півзахисника на правах вільного агента до червня 2013 року. У перші роки Фабріціо був основним гравцем клубу і 2011 року виграв Володар Кубок Швейцарії, але потім втратив місце в основі і 31 січня 2012 року був відданий в оренду у грецький клуб «ПАС Яніна» до кінця сезону. Після повернення в «Сьйон» він взагалі не виступав за першу команду протягом сезону 2012/13.
1 липня 2013 року підписав контракт з «Лозанною», де провів лише один сезон, після чого протягом шести місяців залишався без клубу, і лише у січні 2015 року перейшов до «Ле-Мон» з другого дивізіону країни.
Згодом з 2017 по 2019 рік грав у складі команди третього дивізіону «Стад Ньйон», а завершив ігрову кар'єру у команді «Мерен», за яку виступав протягом 2019—2023 років у четвертому дивізіоні країни.

## Виступи за збірні
Виступав у складі юнацької збірної Швейцарії (U-19), з якою взяв участь у домашньому юнацькому чемпіонаті Європи (U-19) 2004 року. Там швейцарці дійшли до півфіналу, завдяки чому кваліфікувались на молодіжний чемпіонат світу 2005 року в Нідерландах. Там Дзамбрелла зіграв у всіх трьох матчах, але його команда посіла останнє місце у групі. Загалом на юнацькому рівні взяв участь у 7 іграх.
Протягом 2005—2008 років залучався до складу молодіжної збірної Швейцарії, з якою брав участь у молодіжному чемпіонаті Європи 2004 року в Німеччині, де Швейцарія посіла останнє місце в групі, набравши лише одне очко. Всього на молодіжному рівні зіграв у 28 офіційних матчах, забив 5 голів.

## Статистика виступів

### Статистика клубних виступів
| Сезон                  | Команда                | Чемпіонат              | Чемпіонат | Чемпіонат | Національний кубок | Національний кубок | Національний кубок | Континентальні кубки | Континентальні кубки | Континентальні кубки | Інші змагання | Інші змагання | Інші змагання | Усього | Усього |
| Сезон                  | Команда                | Ліга                   | Ігор      | Голів     | Ліга               | Ігор               | Голів              | Ліга                 | Ігор                 | Голів                | Ліга          | Ігор          | Голів         | Ігор   | Голів  |
| ---------------------- | ---------------------- | ---------------------- | --------- | --------- | ------------------ | ------------------ | ------------------ | -------------------- | -------------------- | -------------------- | ------------- | ------------- | ------------- | ------ | ------ |
| 2002–03                | «Серветт»              | СЛ                     | 6         | 0         | -                  | -                  | -                  | -                    | -                    | -                    | -             | -             | -             | 6      | 0      |
| 2003–04                | «Серветт»              | СЛ                     | 28        | 9         | -                  | -                  | -                  | -                    | -                    | -                    | -             | -             | -             | 28     | 9      |
| Усього за «Серветт»    | Усього за «Серветт»    | Усього за «Серветт»    | 34        | 9         |                    | -                  | -                  |                      | -                    | -                    |               | -             | -             | 34     | 9      |
| 2004–05                | «Брешія»               | A                      | 14        | 0         | КІ                 | -                  | -                  | -                    | -                    | -                    | -             | -             | -             | 14     | 0      |
| 2005–06                | «Брешія»               | B                      | 19        | 0         | КІ                 | 3                  | 1                  | -                    | -                    | -                    | -             | -             | -             | 22     | 1      |
| 2006–07                | «Брешія»               | B                      | 17        | 0         | КІ                 | 1                  | 0                  | -                    | -                    | -                    | -             | -             | -             | 18     | 0      |
| 2007–08                | «Брешія»               | B                      | 27+2      | 1+0       | КІ                 | 1                  | 0                  | -                    | -                    | -                    | -             | -             | -             | 30     | 1      |
| 2008–09                | «Брешія»               | B                      | 37+4      | 3+0       | КІ                 | 2                  | 0                  | -                    | -                    | -                    | -             | -             | -             | 43     | 3      |
| Усього за «Брешію»     | Усього за «Брешію»     | Усього за «Брешію»     | 120       | 4         |                    | 7                  | 1                  |                      | -                    | -                    |               | -             | -             | 127    | 5      |
| 2009–10                | «Сьйон»                | СЛ                     | 14        | 1         | КШ                 | -                  | -                  | -                    | -                    | -                    | -             | -             | -             | 14     | 1      |
| 2010–11                | «Сьйон»                | СЛ                     | 27        | 2         | КШ                 | 3                  | 0                  | -                    | -                    | -                    | -             | -             | -             | 30     | 2      |
| 2011-січ. 2012         | «Сьйон»                | СЛ                     | 12        | 0         | КШ                 | 1                  | 0                  | ЛЄ                   | -                    | -                    | -             | -             | -             | 13     | 0      |
| січ.-черв. 2012        | «ПАС Яніна»            | СЛ                     | 10        | 0         | -                  | -                  | -                  | -                    | -                    | -                    | -             | -             | -             | 10     | 0      |
| 2012–13                | «Сьйон»                | СЛ                     | -         | -         | КШ                 | -                  | -                  | -                    | -                    | -                    | -             | -             | -             | 0      | 0      |
| Усього за «Сьйон»      | Усього за «Сьйон»      | Усього за «Сьйон»      | 53        | 3         |                    | 4                  | 0                  |                      | -                    | -                    |               | -             | -             | 57     | 3      |
| 2013–14                | «Лозанна»              | СЛ                     | 15        | 0         | КШ                 | 1                  | 0                  | -                    | -                    | -                    | -             | -             | -             | 16     | 0      |
| січ.-черв. 2015        | «Ле-Мон»               | ЧЛ (ІІ)                | 11        | 1         | КШ                 | -                  | -                  | -                    | -                    | -                    | -             | -             | -             | 11     | 1      |
| 2015–16                | «Ле-Мон»               | ЧЛ (ІІ)                | 20        | 2         | КШ                 | 3                  | 0                  | -                    | -                    | -                    | -             | -             | -             | 23     | 2      |
| 2016–17                | «Ле-Мон»               | ЧЛ (ІІ)                | 24        | 2         | КШ                 | -                  | -                  | -                    | -                    | -                    | -             | -             | -             | 23     | 3      |
| Усього за «Ле-Мон»     | Усього за «Ле-Мон»     | Усього за «Ле-Мон»     | 54        | 6         |                    | 3                  | 0                  |                      | -                    | -                    |               | -             | -             | 57     | 6      |
| 2017–18                | «Стад Ньйон»           | 1ПЛ (ІІІ)              | 26        | 3         | КШ                 | 1                  | 0                  | -                    | -                    | -                    | -             | -             | -             | 27     | 3      |
| 2018–19                | «Стад Ньйон»           | 1ПЛ (ІІІ)              | 20        | 2         | КШ                 | 2                  | 1                  | -                    | -                    | -                    | -             | -             | -             | 22     | 3      |
| Усього за «Стад Ньйон» | Усього за «Стад Ньйон» | Усього за «Стад Ньйон» | 46        | 5         |                    | 3                  | 1                  |                      | -                    | -                    |               | -             | -             | 49     | 6      |
| 2019–20                | «Мерен»                | 1Л (IV)                | 8         | 0         | КШ                 | 2                  | 0                  | -                    | -                    | -                    | -             | -             | -             | 10     | 0      |
| 2020–21                | «Мерен»                | 1Л (IV)                | 11        | 1         | КШ                 | 1                  | 0                  | -                    | -                    | -                    | -             | -             | -             | 12     | 1      |
| 2021–22                | «Мерен»                | 1Л (IV)                | 21        | 1         | КШ                 | -                  | -                  | -                    | -                    | -                    | -             | -             | -             | 21     | 1      |
| 2022–23                | «Мерен»                | 1Л (IV)                | 23        | 0         | КШ                 | 1                  | 0                  | -                    | -                    | -                    | -             | -             | -             | 23     | 0      |
| Усього за «Мерен»      | Усього за «Мерен»      | Усього за «Мерен»      | 63        | 2         |                    | 4                  | 0                  |                      | -                    | -                    |               | -             | -             | 67     | 2      |
| Усього за кар'єру      | Усього за кар'єру      | Усього за кар'єру      | 395       | 29        |                    | 22                 | 2                  |                      | 0                    | 0                    |               | 0             | 0             | 417    | 31     |

## Титули і досягнення
- Володар Кубка Швейцарії (1):

«Сьйон»: 2010/11